# Hans Bornemann

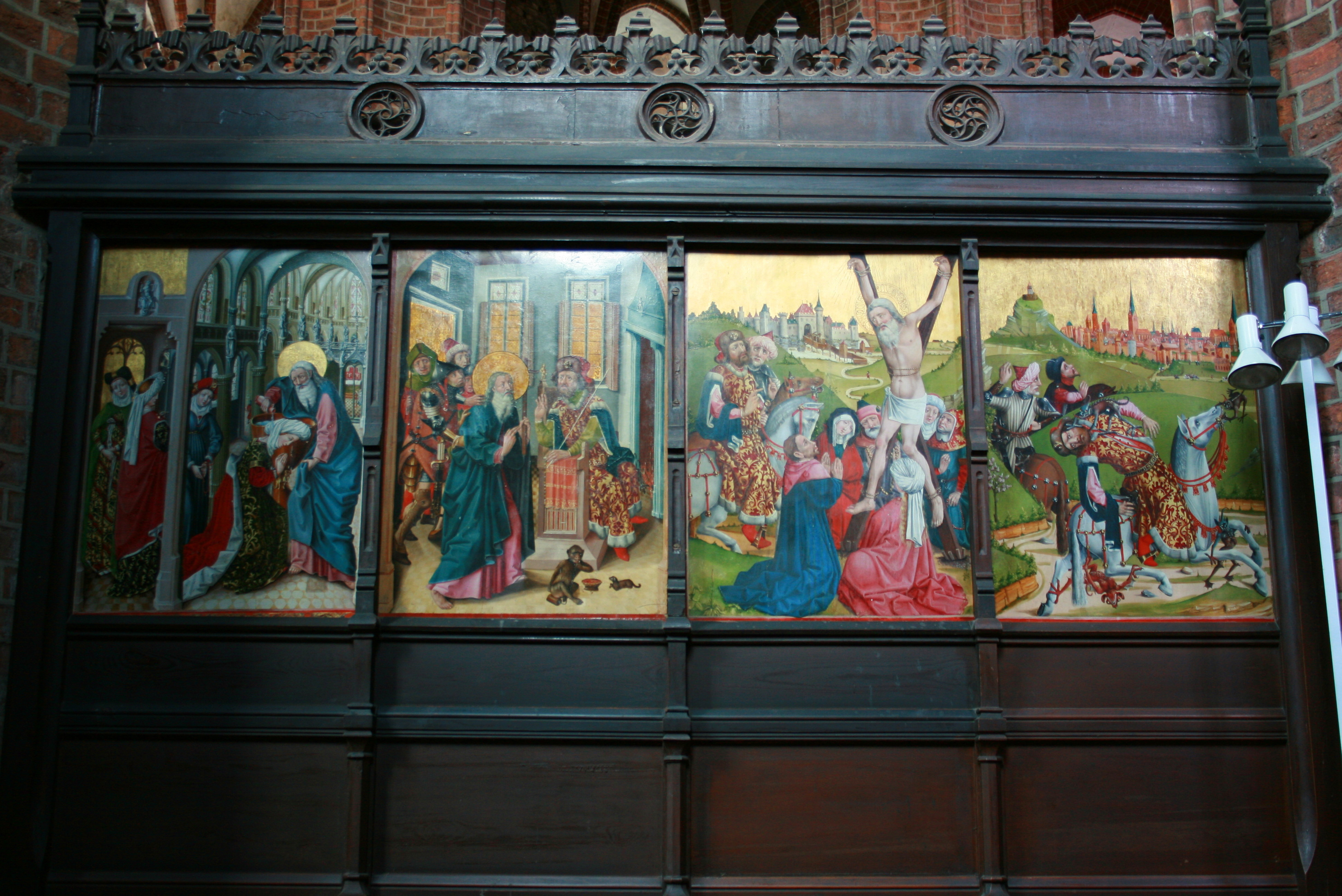
Polittico dell'altare con scene della vita di Sant'Andrea nella chiesa di San Nicola a Luneburgo.

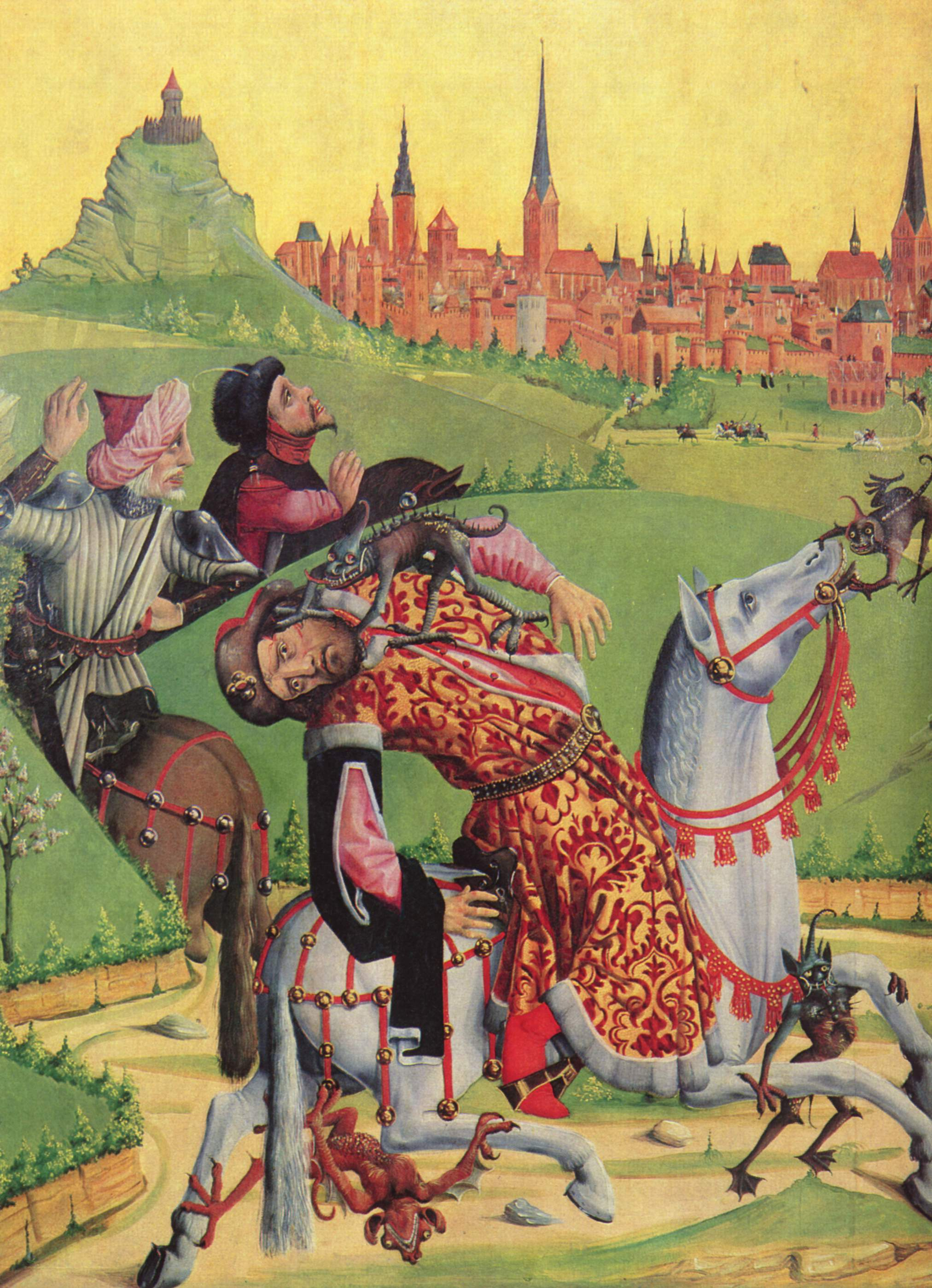
Bornemann: Dettaglio dell'altare in San Nicola a Luneburgo - Punizione del proconsole Aegeas che fece crocifiggere sant'Andrea

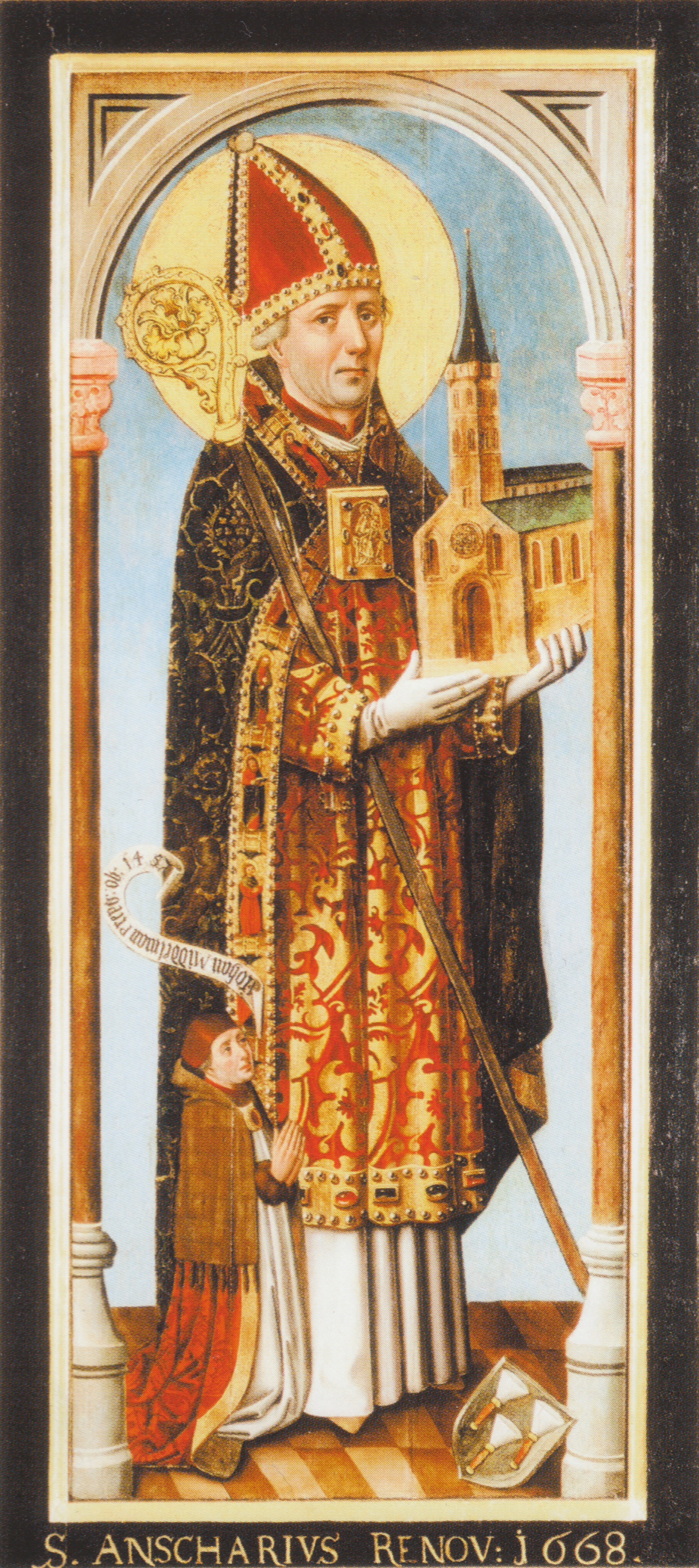
Bornemann, Sant'Oscar, inizialmente nell'ex Duomo di Amburgo e dal 1817 nella Chiesa di San Pietro.

Hans Bornemann (1420 circa – Amburgo, 1474 circa) è stato un pittore tedesco.

## Biografia
La prima antica prova del 1448 lo individua con il nome completo ereditiere di un appezzamento in Amburgo. Però si trova già del 1444 una citazione nel testamento del pittore Conrad von Vechta, che fa pensare a un collaboratore Hans dell'atelier. In questo testamento gli viene lasciata in eredità una costosa mantellina. 
Gran parte delle sue opere si trovano a Luneburgo, tuttavia egli è noto come "pittore amburghese", dato che egli aveva colà la sua residenza ed era membro dell'ufficio dei pittori.
Hans Bornemann era uno degli sponsor della fratellanza della Corporazione di San Luca ad Amburgo. In nome dell'evangelista Luca si erano uniti i pittori di quel tempo in una rete di operatori. Per il Consiglio della città di Amburgo egli era fra gli altri anche attivo in questa rappresentanza. Nel municipio di Amburgo egli dipinse diciassette quadri di principi. Questi sono stati soltanto citati originariamente ma non ci sono pervenuti.
Bornemann probabilmente ricevette una parte della sua formazione nei Paesi Bassi, probabilmente nella zona di influenza del laboratorio di Robert Campin, ovvero del Maestro di Flémalle. 
Sotto l'influenza degli stimoli olandesi, moderni per quei tempi, Hans Bornemann adottò un nuovo modo di rappresentazione dal nord della Germania, che lo storico d'arte Hans-Georg Gmelin indica come un nuovo di osservare la realtà. Così Bornemann negli anni tra il 1444 e il 1447 realizzò sull'altare dei santi la prima vista fedele d'insieme di una città della Germania settentrionale con il panorama di Lüneburg.
Questo risultato è confrontabile con la rappresentazione del lago di Ginevra sulla tavola della Pesca meravigliosa di San Pietro, di Konrad Witz.
Nel 1457 egli dipinse per il vecchio duomo di Amburgo un quadro di Sant'Oscar con lo sponsor del dipinto, il prevosto Johan Middelman. Dopo la distruzione del duomo nel 1804, il quadro fu portato nel 1817 nella chiesa di San Pietro di Amburgo. 
Il pittore amburghese Hinrik Bornemann era il figlio di Hans Bornemann e della di lui consorte Frau Gherburg.

## Eredità
Dopo la morte di Hans Bornemann la sua vedova Gherburg Bornemann sposò nel 1475 il giovane pittore Hinrik Funhof. Le vedove degli artigiani potevano, dopo la morte del titolare del laboratorio, proseguire l'attività del defunto da sole per non più di un anno. Così aveva deciso la Corporazione delle arti e mestieri, controllata da maschi, e riportato per iscritto nelle regole della medesima. Per mantenere la sua posizione, la vedova doveva, dopo non oltre un anno di vedovanza, risposarsi scegliendo così il successore del marito, che sarebbe divenuto il nuovo capo del laboratorio lasciato dal defunto.

## Opere
- Altar maggiore della Chiesa di San Nicola di Luneburgo, detto anche Altare di san Lamberto
- Tavole dell'ex altare di Heiligental nel deambulatorio del coro della chiesa di San Nicola di Luneburgo
- Quattro miniature del nuovo Specchio Sassone (Sachsenspiegel) nella biblioteca del Consiglio di Luneburgo
- Tavola di Oscar nella chiesa amburghese di San Pietro